# Orangeköpfchen
Das Orangeköpfchen (Agapornis pullarius) ist eine Art aus der Gattung der Unzertrennlichen. Gemeinsam mit den anderen Arten dieser Gattung sowie dem Graupapagei, den Langflügelpapageien, dem Halsbandsittich und den auf Madagaskar endemischen Vasapapageien zählt diese Art zu den typischen Papageienarten der Afrotropis.

## Beschreibung
Orangeköpfchen haben eine Körperlänge von etwa 14 bis 15 Zentimeter und wiegen 38 bis 43 Gramm.
Die Grundfärbung des Körpergefieders ist ein lichtes Grün, das auf der Körperoberseite etwas dunkler ist. Die Stirn und das Gesicht sind orangerot befiedert. Der Bürzel hat eine kobaltblaue Farbe.
Der obere Schwanz sowie die Unterschwanzdecken sind gelb. Die seitlichen Schwanzfedern sind an der Basis rot und die Spitzen schwarz-gelb gebändert.
Die Geschlechter können daran unterschieden werden, dass die Männchen schwarze Unterflügeldecken haben, während diese bei den Weibchen grün sind. Grundsätzlich ist die orangerote Gesichtsfärbung beim Weibchen weniger stark ausgeprägt als beim Männchen.

## Verbreitung und Lebensraum
Das Verbreitungsgebiet des Orangeköpfchens erstreckt sich auf West- und Zentralafrika von Guinea bis in den südlichen Sudan und Uganda nach Äthiopien sowie bis Angola. Ebenso gibt es Populationen auf der Insel São Tomé.
Ihr Lebensraum sind sehr lichte Wälder sowie busch- und baumreiche Savannen der Tiefebene.
Sie werden in Höhen von bis zu 1500 m, manchmal auch bis in 2000 m, gefunden.

## Lebensweise und Ernährung
Sie leben überwiegend als Paare oder in Gruppen von fünfzehn bis dreißig Vögeln zusammen.
Ihre Nahrung finden sie überwiegend am Boden. Grassamen sowie Früchte, Beeren und Knospen. Manchmal werden auch Insektenlarven genommen.

## Fortpflanzung
Die Weibchen bauen das Nest, welches sie mit Blättern, Gräsern und Samenschalen auslegen.
Ihre Bruthöhle bauen sie überwiegend in Termitenbauten, die sich auf Bäumen befinden. Die Nutzung von Termitenbauten als Brutort ist innerhalb der Gattung der Unzertrennlichen ungewöhnlich. Mehrere Arten wie beispielsweise das Schwarzköpfchen und das Erdbeerköpfchen bauen kobelförmige Nester mit einem seitlichen Eingang. Der Bergpapagei und das Grauköpfchen bauen nur eine schlichte Nestunterlage. Das Rosenköpfchen dagegen brütet in einem becherförmig gebauten Nest.
In der Regenzeit werden bis zu 5 Eier gelegt, die dann ca. 24 Tage lang bebrütet werden. Nach 7 Wochen sind die Jungen flügge und verlassen das Nest.

## Lautäußerung
Die Rufe sind schwach und hoch und wechseln zwischen einem Zwitschern und Trillern.

## Unterarten
- Agapornis pullarius pullarius Linnaeus, 1758[3]
- Agapornis pullarius ugandae (Neumann, 1908) – bewohnt hauptsächlich Tansania und Kenia. Diese Unterart ist blass blau entlang dem unteren Rücken und an der Hüfte.

## Haltung
Bis in die 1960er Jahre wurden Orangeköpfchen immer wieder als Ziervogel nach Europa importiert. Sie sind aber grundsätzlich schwierig zu haltende Vögel, die nur mit Mühe einzugewöhnen sind. Nachzuchten gelingen in der Regel nur erfahrenen Züchtern.